# Língua posterior
Língua posterior é uma região da língua humana.